# Zoe Terakes
Zoe Terakes (22 de marzo de 2000) es un actor australiano, conocido por su papel de Reb Keane en la serie de televisión Wentworth.

## Educación
Terakes asistió al SCEGGS Darlinghurst para la escuela secundaria. Terakes no había considerado actuar como una carrera, hasta que su maestro de teatro de undécimo grado le recomendó visitar a un agente que terminó asegurándole trabajo.
Completó su certificado de escuela superior mientras aparecía en el escenario en Panorama desde el puente, una producción teatral en Sydney del director Iain Sinclair.

## Carrera
Su trabajo en Panorama desde el puente le llevó a recibir los Sydney Theatre Awards a la Mejor Actriz en un Papel Secundario en una Producción Independiente, y como parte de un premio conjunto, el Premio a la Mejor Revelación. La producción también le dio a Terakes una nominación al Premio Helpmann.
A la edad de 17 años, Terakes hizo su debut en la pantalla en el papel de Pearl Perati, una adolescente sin hogar, en Janet King de ABC junto a Marta Dusseldorp.
Otros créditos teatrales de Terakes incluyen Metamorphoses y The Wolves para The Old Fitz y la producción teatral de Henrik Ibsen de A Doll's House Part 2 en la Compañía de Teatro de Melbourne.
Terakes interpretó al hombre transgénero Reb Keane en la octava temporada de la serie de televisión australiana Wentworth, la nueva versión aclamada por la crítica de Prisoner Cell Block H. Sobre la experiencia de obtener el papel, Terakes afirmó: “Realmente luché por él. Le envié un correo electrónico a los productores para hacerles saber lo importante que era que una persona trans contara esta historia. También fue aterrador, porque de repente tenía el papel, y sentí el peso de la comunidad trans sobre mis hombros. No quería equivocarme." Su personaje, Reb, era un hombre trans aterrorizado de ser sentenciado a prisión después de que un robo saliera mal.
En 2020, se estrenó el largometraje Ellie & Abbie (& Ellie's Dead Aunt), donde Terakes interpreta el papel principal de Abbie. En el mismo año, Terakes apareció en el drama de Foxtel sobre la eutanasia titulado The End.
En 2021, Terakes interpretó a la trabajadora de retiros de bienestar Glory junto a Nicole Kidman, Asher Keddie y Melissa McCarthy en Nine Perfect Strangers.
En 2022, Terakes se unió al elenco del proyecto de Marvel Ironheart.

## Filmografía

### Cine
| Año  | Título                              | Papel  | Notas |
| ---- | ----------------------------------- | ------ | ----- |
| 2020 | Ellie & Abbie (& Ellie's Dead Aunt) | Abbie  |       |
| 2022 | Háblame                             | Hayley |       |

### Televisión
| Año       | Título                 | Papel          | Notas                         |
| --------- | ---------------------- | -------------- | ----------------------------- |
| 2017      | Janet King             | Pearl Perati   | Papel recurrente, 7 episodios |
| 2020      | The End                | Scarlet        | 2 episodios                   |
| 2020-2021 | Wentworth              | Reb Keane      | Papel recurrente, 8 episodios |
| 2021      | The Moth Effect        | Empleado       | Miniserie, 2 episodios        |
| 2021      | Nine Perfect Strangers | Glory          | Miniserie, 8 episodios        |
| 2023      | Creamerie              | Capitán de mar | 2 episodios                   |
| 2024      | The Office             | Stevie         | Papel principal; 5 episodios  |
| 2025      | Ironheart              | Jerry Blood    | Miniserie                     |

## Vida personal
Terakes se identifica como una persona no binaria y transmasculina, y salió del armario a la industria de la actuación a los 19 años. En 2022, Terakes confirmó la noticia de su cirugía de reafirmación de género.
En noviembre de 2020, Terakes firmó una petición en la que criticaba la falta de representación LGBT en la producción australiana de Hedwig and the Angry Inch y expresaba su "decepción" por la elección del actor Hugh Sheridan para el papel principal de Hedwig, un personaje transgénero. Zoe, junto con David Campbell, Michala Banas y otros, compartieron una carta abierta en Instagram dirigida al Festival de Sídney, explicando por qué la representación trans es vital cuando se cuenta la historia de un personaje trans. Los productores australianos, Showtune Productions, cancelaron el espectáculo.
Terakes usa pronombres neutros y masculinos (they y he).